# Шентпавел
Шентпавел (словен. Šentpavel) је насељено место у градској општине Љубљана, Средњесловенска регија, Словенија.

## Историја
До територијалне реорганизације у Словенији био је у саставу града Љубљане, односно стара општина Мосте-Поље.

## Становништво
У попису становништва из 2011. године, Шентпавел је имао 85 становника.
| Број становника према пописима | Број становника према пописима | Број становника према пописима |
| ------------------------------ | ------------------------------ | ------------------------------ |
| 1991                           | 2002                           | 2011                           |
| 60                             | 74                             | 85                             |

Напомена: До 1955. исказивано се под именом Шент Павел. Године 2016. години извршена је мања размена територија између насеља  Волавље, Згорња Бесница, Подмолник и Шентпавел.